# Peter Stripp
Peter Stripp (* 16. Mai 1935 in Berlin; † 3. Juni 2013 ebenda) war ein deutscher Drehbuch- und Hörspielautor sowie Regisseur.

## Leben
Peter Stripp studierte 1952 bis 1958 Grafikdesign und Malerei an der Akademie der Künste und war Meisterschüler unter Felix Jacob und Ernst Schuhmacher. Anschließend arbeitete er als Gebrauchsgrafiker und Maler und machte Gelegenheitsarbeiten.
Von 1963 bis 1971 war er, für den SFB und vor allem für den Westdeutschen Rundfunk (WDR), als freier Hörspielautor sowie Kinderhörspielautor tätig.
1972 wechselte er als Drehbuchautor zum Film und betätigte sich auch als Schriftsteller. Unter anderem schrieb er den Roman und das Drehbuch zu der Fernsehserie Rote Erde. Bei einigen seiner Filme führte er auch Regie.

## Filmografie
- 1973: Im Reservat – ZDF, Regie: Peter Beauvais
- 1975: Nach der Scheidung – RB, Regie: Peter Beauvais
- 1975: Tatort: Tod im U-Bahnschacht – SFB, Regie: Wolf Gremm[1]
- 1975: Hilde Breitner – RB, Regie: Peter Beauvais
- 1976: Die Tannerhütte – WDR, Regie: Ingo Kratisch
- 1977: Mein Leben selber bestimmen – ZDF (Jakob-Kaiser-Preis)
- 1978: Wo geht's lang, Kutti? – WDR, Regie: Tom Toelle
- 1978: Das andere Lächeln – WDR, Regie: Robert van Ackeren
- 1980: Berlin Mitte – SFB, Regie: Peter Beauvais
- 1980: Und raus bist Du – SWF, Regie: Peter Schulze-Rohr
- 1982: Männer – RB
- 1982: Bartolomé oder die Rückkehr der weißen Götter – ZDF (Co-Produktion mit Mexiko und Costa Rica), Regie: Eberhard Itzenplitz
- 1983: Rote Erde; Staffel I (1887–1919) – WDR, Regie: Klaus Emmerich
- 1985: Unser Mann im Dschungel, Co-Regie mit Rudolf Steiner
- 1990: Second Hand – RB, auch Regie
- 1990: Rote Erde; Staffel II (1920–1949) – WDR, Regie: Klaus Emmerich
- 1993: Ich und Christine – auch Regie

## Auszeichnungen
- 1974: Adolf-Grimme-Preis in Gold für Im Reservat
- 1976: DAG-Fernsehpreis in Gold für Hilde Breitner
- 1978: Jakob-Kaiser-Preis für Mein Leben selber bestimmen
- 1984: Ehrende Anerkennung beim Adolf-Grimme-Preis für Rote Erde (zusammen mit Klaus Emmerich)
- Ein starkes Stück Deutschland (Preisträger Drehbuchförderung Internationale Bauausstellung Emscher Park)

## Bücher
- Rote Erde. Familiensaga aus dem Ruhrgebiet ISBN 978-3-922750-88-8.
- Ich und Christine – Der Roman zum Film ISBN 3-426-60196-6.